# دولة اشتراكية

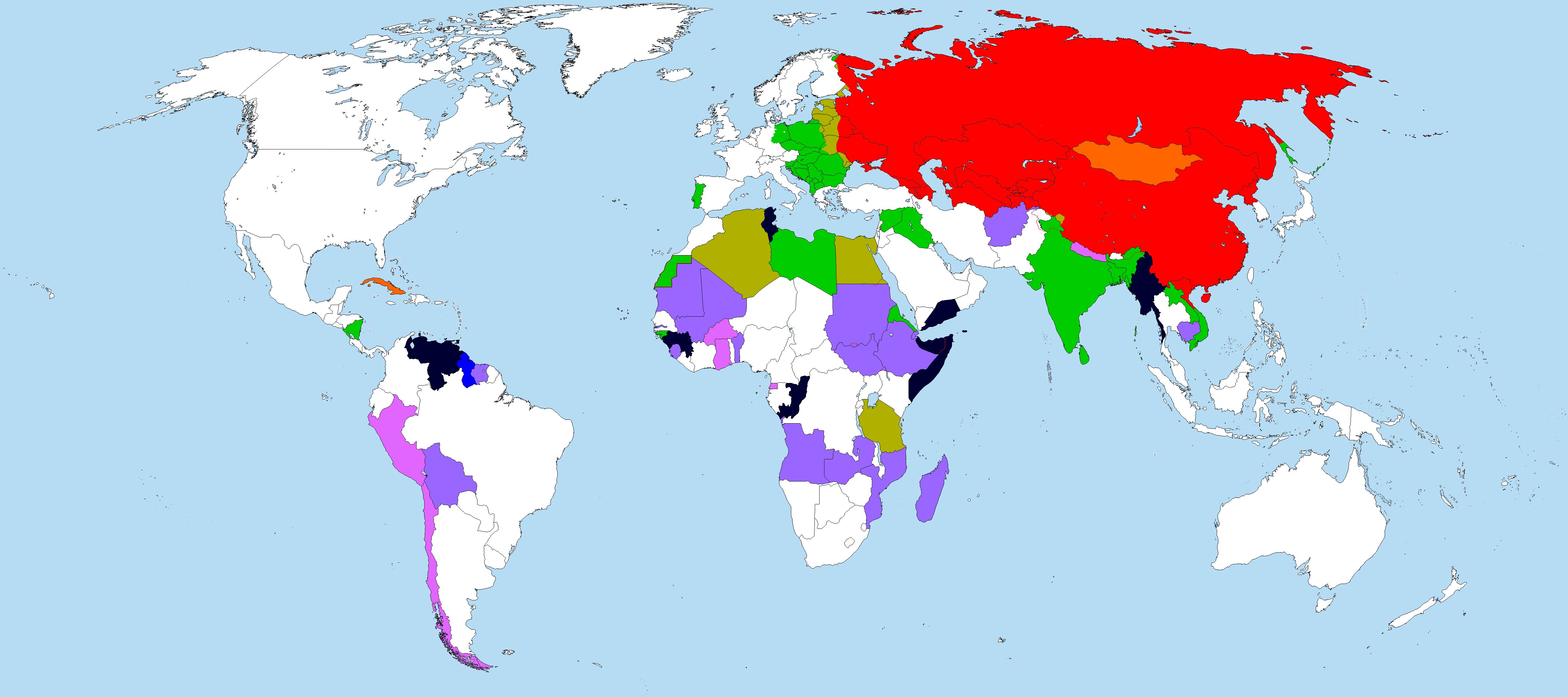

الدولة الاشتراكية أو الجمهورية الاشتراكية أو البلد الاشتراكي، والذي يشار إليه أحيانًا كدولة أو جمهورية العمال، هي دولة ذات سيادة مكرسة دستوريًا لإقامة الاشتراكية. غالبًا ما يُستخدم مصطلح «الدولة الشيوعية» بدلًا عنه في الغرب عند الإشارة إلى الدول الاشتراكية ذات النظام وحيد الحزب ذي التيار الماركسي اللينيني، أو تيار تيتو في حالة الأحزاب السياسية اليوغوسلافية.
على الرغم من كون هذه الدول دولًا اشتراكية رسميًا في عملية بناء الاشتراكية، لا تصف هذه الدول نفسها بأنها شيوعية ولا تطبق المجتمع الشيوعي. بالإضافة إلى ذلك، يشير عدد من البلدان التي لا تتبع نظام الحزب الوحيد القائم على الماركسية اللينينية إلى الاشتراكية في دساتيرها؛ في معظم الحالات تشير هذه الإشارات الدستورية إلى بناء مجتمع اشتراكي ليس له تأثير يذكر على هيكل ومسارات التنمية في الأنظمة السياسية والاقتصادية لهذه البلدان.
تنبع فكرة الدولة الاشتراكية من المفهوم الأوسع لاشتراكية الدولة، وهو المنظور السياسي الذي تحتاجه الطبقة العاملة لاستخدام سلطة الدولة وسياسة الحكومة لإقامة نظام اقتصادي اشتراكي. مفهوم الدولة الاشتراكية مدعوم بشكل أساسي من قبل اللينيين والماركسيين اللينيين، وقد أُنشئت معظم الدول الاشتراكية من قبل الأحزاب السياسية التي تلتزم بمختلف هذه الأيديولوجيات السياسية.
يُعتبر مفهوم الدولة الاشتراكية غير ضروري، أو ذي نتائج عكسية وبالتالي رفضه بعض الماركسيين والاشتراكيين التحرريين والمفكرين السياسيين، الذين يرون الدولة الحديثة حصيلة ثانوية للرأسمالية، وبالتالي لن يكون لها أي دور في النظام الاشتراكي.  يرفض الاشتراكيون التحرريون واللاسلطويون الاشتراكيون فكرة أنه يمكن استخدام الدولة لتأسيس مجتمع اشتراكي، بسبب طبيعته الهرمية وربما الإجبارية. الدول الاشتراكية بالمعنى الماركسي اللينيني هي دول ذات سيادة خاضعة لسيطرة حزب طليعي ينظم التنمية الاقتصادية والسياسية والاجتماعية للبلد، نحو تحقيق الاشتراكية.  يشمل ذلك من الناحية الاقتصادية، تطوير اقتصاد الدولة الرأسمالي مع تراكم رأس المال الموجه من الدولة، مع هدف بعيد الأمد وهو بناء القوى الإنتاجية في البلاد، وفي الوقت نفسه تعزيز الثورة الاشتراكية في جميع أنحاء العالم.
يجب تمييز الدولة الاشتراكية عن الديمقراطية الليبرالية متعددة الأحزاب، التي يحكمها حزب يعلن عن مبادئه الاشتراكية، بهذه الحالة لا تكون الدولة ملزمة دستوريًا ببناء الاشتراكية. والنظام السياسي وآلية الحكومة ليست كذلك منظمة خصيصًا لمتابعة تطور الاشتراكية.

## النظريات السياسية

### كارل ماركس
يعتبر كارل ماركس والمفكرون اللاحقون في التقليد الماركسي أن الدولة تمثل مصالح الطبقة الحاكمة جزئياً، بسبب الضرورة المادية للتشغيل السلس لأنماط الإنتاج التي ترأسها. يتبع الماركسيون تشكيل القالب المعاصر للدولة ذات السيادة لظهور الرأسمالية كطريقة مسيطرة للإنتاج، مع مفاهيمها ووظائفها التنظيمية المصممة خصيصًا لإدارة شؤون الاقتصاد الرأسمالي وتنظيمه. لأن هذا يشمل هيكل الحكم والقوانين الصادرة لصالح البرجوازية ككل ولأن المسؤولين الحكوميين إما يأتون من البرجوازية أو يعتمدون على مصالحهم، فقد وصف ماركس الدولة الرأسمالية بأنها دكتاتورية البرجوازية.
واستنادًا إلى ذلك، وصف ماركس حكومة ما بعد الثورة من جانب الطبقة العاملة أو البروليتاريا بأنها دكتاتورية البروليتاريا لأن المصالح الاقتصادية للبروليتاريا يجب أن توجه شؤون الدولة وسياستها خلال الدولة الانتقالية. مشيرًا بشكل أبعد إلى إنشاء اقتصاد اشتراكي وشيوعي حيث تحل الملكية الاجتماعية محل الملكية الخاصة، وبالتالي يتم القضاء على الفروق الطبقية القائمة على أساس حيازة ممتلكات خاصة، لن يكون للدولة الحديثة أي وظيفة و«ستضمحل» تدريجيًا أو تتحول إلى شكل جديد من الحكم.
متأثرًا بالفيلسوف الاشتراكي الخيالي قبل الماركسي هنري دي سان سيمون، اعتقد فريدريك إنجلز أن طبيعة الدولة ستتغير خلال الانتقال إلى الاشتراكية. وصف كل من سان سيمون وإنجلز تحول الدولة من كيان يهتم أساسًا بالحكم السياسي على الناس (بالإرغام وسَن القانون) إلى «إدارة الأشياء» العلمية التي تهتم بتوجيه عمليات الإنتاج في مجتمع اشتراكي، أي تنتهي جوهريًا من كونها دولة.
على الرغم من أن ماركس لم يذكر مطلقًا مصطلح «الدولة الاشتراكية»، قال إن الطبقة العاملة يجب أن تسيطر على أجهزة الدولة وآلية الحكومة من أجل الانتقال من الرأسمالية إلى الاشتراكية. ستمثل «دكتاتورية البروليتاريا» هذه الدولة الانتقالية وتتضمن سيطرة مصالح الطبقة العاملة سياسة الحكومة بالطريقة نفسها التي تسيطر فيها مصالح الطبقة الرأسمالية على سياسة الحكومة في ظل الرأسمالية (دكتاتورية البرجوازية). جادل إنجلز أنه مع تطور الاشتراكية، ستتغير الدولة في شكلها ووظيفتها: ففي ظل الاشتراكية، فإنها ليست «إدارة الأشخاص، إنما إدارة الأشياء» وبالتالي لن تكون دولة وفق التعريف التقليدي للدولة.
تُعد كومونة باريس واحدة من أكثر الرؤى الحديثة المؤثرة للدولة الانتقالية التي تمثل المصالح البروليتارية، والتي سيطر فيها العمال والفقراء العاملون على مدينة باريس في عام 1871 كرد فعل على الحرب الفرنسية البروسية. وصف ماركس كومونة باريس بأنها النموذج الأولي للحكومة الثورية المستقبلية، «الشكل المكتشف أخيرًا» لتحرير البروليتاريا. وأشار إنجلز إلى أن جميع المسؤولين، سواء كانوا بمناصب عالية أو منخفضة، حصلوا فقط على نفس الأجور التي تلقاها العمال الآخرون. وبهذه الطريقة وُضع حاجز فعال بوجه مطاردة المناصب والوصولية. وتابع إنجلز معلقًا على طبيعة الدولة: «اضطرت الكومونة من البداية إلى معرفة أنه بمجرد وصول الطبقة العاملة إلى السلطة، لم تتمكن من إدارتها باستخدام آلة الدولة القديمة». يجادل إنجلز بأنه يجب على الطبقة العاملة ومن أجل عدم الإطاحة بها بمجرد احتلالها للسلطة، من جهة أولى أن تتخلص من جميع الآلات القمعية القديمة التي كانت تستخدم سابقًا ضدها، وأن تحمي نفسها ضد نفسها من الجهة الأخرى. أي من نوّابها ومسؤوليها، بإعلامهم بأنهم جميعًا، دون استثناء، قد يخضعون للاستدعاء في أي لحظة. جادل إنجلز بأن هذه الدولة ستكون شأنًا مؤقتًا، واقترح أن جيلًا جديدًا نشأ في ظروف اجتماعية جديدة وحرة سيكون قادرًا على «إلقاء جميع ألواح الدولة الخشبية على كومة الخردة».

### الإصلاح والثورة
رأى الاشتراكيون ممن اعتنقوا الإصلاحية، كما جسدها إدوارد برنشتاين، أن الاشتراكية والدولة الاشتراكية سوف تتطوران تدريجياً من خلال الإصلاحات السياسية التي فازت بها الأحزاب والنقابات السياسية الاشتراكية المنظمة «الحركة الاشتراكية هي كل شيء بالنسبة لي لكن الناس يرون أن الاشتراكية لا هدف لها» تعتبر هذه الآراء (مراجعة) للفكر الماركسي.
يرى الاشتراكيون الثوريون تبعًا لماركس، أن الطبقة العاملة تزداد قوة من خلال معركتها من أجل الإصلاحات (مثل مشروع قانون العشر ساعات في زمن ماركس):
العمال هم المنتصرون الآن وبعد حين، ولكن هذا الانتصار سيدوم لبعض الوقت فقط. لا تكمن الثمار الحقيقية لمعاركهم في النتيجة المباشرة، ولكن في الاتساع المستمر لاتحاد العمال. دائمًا ينهض مرة أخرى، أقوى وأصلب وأعظم. ويفرض الاعتراف التشريعي بمصالح العمال الخاصة، من خلال الاستفادة من الانقسامات بين البرجوازية نفسها. وهكذا، تم تنفيذ مشروع قانون العشر ساعات في إنجلترا. كارل ماركس وفريدريك إنجلز، البيان الشيوعي.
وفقًا للمفهوم الماركسي الأرثوذكسي، تصل هذه المعارك في النهاية إلى نقطة تبدأ فيها حركة ثورية. في نظر الماركسيين هناك حاجة لحركة ثورية لاكتساح الدولة الرأسمالية و«ديكتاتورية البرجوازية»، التي يجب إلغاؤها واستبدالها بـ «ديكتاتورية البروليتاريا» من أجل البدء في بناء مجتمع اشتراكي.
من خلال تصوير أكثر المراحل العامة لتطور البروليتاريا، تعقبنا الحرب الأهلية المخفية إلى حد ما والمحتدمة داخل المجتمع القائم، إلى الحد الذي أفضت فيه تلك الحرب إلى ثورة مفتوحة، وأطاح العنف بالبرجوازيية ما وضع أساسًا لسيطرة البروليتاريا. -كارل ماركس وفريدريك إنجلز، البيان الشيوعي.
من خلال وجهة النظر هذه، لا يمكن إقامة دولة اشتراكية إلا من خلال الثورة.

## التاريخ
كانت أول دولة اشتراكية هي جمهورية روسيا الاتحادية الاشتراكية السوفيتية، التي تأسست في عام 1917. في عام 1922، اندمجت مع الجمهورية الاشتراكية السوفيتية الأوكرانية، وجمهورية بيلوروسيا الاشتراكية السوفيتية، والجمهورية الاشتراكية السوفيتية الاتحادية القوقازية في اتحاد فدرالي واحد (اتحاد الجمهوريات الاشتراكية السوفيتية - يو إس إس آر). أعلن الاتحاد السوفيتي نفسه دولة اشتراكية وأعلن التزامه ببناء اقتصاد اشتراكي في دستور عام 1936 وفي الدستور التالي عام 1977.
حكم الحزب الشيوعي الاتحاد السوفيتي كدولة ذات نظام وحيد الحزب ظاهريًا مع منظمة مركزية ديمقراطية، مع بقاء الماركسية اللينينية بأيديولوجيتها التوجيهية الرسمية حتى حُل الاتحاد السوفيتي في 26 ديسمبر 1991. خلال المؤتمر الثاني والعشرين للحزب الشيوعي للاتحاد السوفيتي في عام 1961، أعلن نيكيتا خروتشوف الانتهاء من البناء الاشتراكي وأعلن الهدف المتفائل المتمثل في تحقيق الشيوعية خلال 20 سنة.
كانت الكتلة الشرقية كتلة سياسية واقتصادية من الدول الاشتراكية السوفيتية المتحالفة في أوروبا الشرقية والوسطى والتي التزمت بالماركسية اللينينية والحكم على النمط السوفيتي واقتصاد القيادة السوفيتي.
تأسست جمهورية الصين الشعبية في 24 سبتمبر عام 1949، وأعلنت عن نفسها أنها «دولة اشتراكية» في دستورها لعام 1982.
كانت جمهورية كوريا الشعبية الديمقراطية (كوريا الشمالية) دولة ماركسية لينينية. في عام 1972، تبنت البلاد دستورًا جديدًا غيّر أيديولوجية الدولة الرسمية إلى جوتشي، والذي يعتبر بمثابة إعادة تأويل كوري مميز للإيديولوجية السابقة. وبالمثل، في جمهورية لاو الديمقراطية الشعبية، لا تتضمن وثائق تأسيسها إشارات مباشرة إلى الشيوعية على الرغم من أنها تمنح سلطة مباشرة للحزب الحاكم وهو الحزب الثوري الشعبي اللاوسي الماركسي اللينيني.
تنص ديباجة دستور جمهورية فيتنام الاشتراكية على أن فيتنام دخلت فقط مرحلة انتقالية بين الرأسمالية والاشتراكية بعد إعادة توحيد البلاد في ظل الحزب الشيوعي في عام 1976، وينص دستور جمهورية كوبا لعام 1992 على أن دور الحزب الشيوعي هو «توجيه الجهد المشترك نحو أهداف وبناء الاشتراكية (والتقدم نحو مجتمع شيوعي)».